# Lee Hae-ri
Lee Hae-ri (hangeul: 이해리), née le 14 février 1985 à Séoul, est une actrice et chanteuse sud-coréenne.

## Biographie
Elle a fait ses débuts en tant que membre de Davichi en 2008. Outre les activités de son groupe, elle s'est imposée comme actrice musicale, notamment grâce à sa participation aux versions originales et coréennes de comédies musicales dont Tears of Heaven. (2011), Mozart, l'opéra rock (2012) et Héros (2014).
En mai 2022, l'agence de Lee a annoncé qu'elle épouserait son petit ami non célèbre en juillet 2022, qui se tiendra comme un événement privé.